# مارغريتا فيكاريو
مارغريتا فيكاريو (بالإيطالية: Margherita Vicario)‏هي مغنية وممثلة وكاتبة أغاني إيطالية. ولدت في 13 فبراير 1988 في روما، إيطاليا.

## فيلموغرافيا

### أفلام
- إلى روما مع الحب (2012)
- الأرض والريح (2013)
- النساء يدفعني للجنون (2013)
- ارنس ومارتيلو (2014)
- حبوب منع الحمل - (2016)
- لونيفرسال (2016)
- كريستيان إي باليتا كونترو توتي (2016)

### مسلسلات تلفزيونية
- أنا سيزاروني (2008-2014)
- لا لادرا (2010)
- ريس روما - جرائم غير كاملة (2011)
- أون باسو دال سيلو (2012)
- بورجيا (2013)
- البحث عن الملك - المخدرات  [لغات أخرى]‏ (2015)
- أموري بنساسي تو (2017)
- كارلو ومالك (2018-2020)

## روابط خارجية
- مارغريتا فيكاريو على موقع IMDb (الإنجليزية)
- مارغريتا فيكاريو على موقع روتن توميتوز (الإنجليزية)
- مارغريتا فيكاريو على موقع ألو سيني (الفرنسية)
- مارغريتا فيكاريو على موقع ميوزك برينز (الإنجليزية)
- مارغريتا فيكاريو على موقع أول ميوزيك (الإنجليزية)
- مارغريتا فيكاريو على موقع ديسكوغز (الإنجليزية)
- مارغريتا فيكاريو على موقع قاعدة بيانات الفيلم (الإنجليزية)
- مارغريتا فيكاريو على موقع كينوبويسك (الروسية)